# Marcus Grönholm
Marcus "Bosse" Grönholm (n. 5 februarie 1968, Kauniainen/Grankulla) este un fost pilot finlandez de raliu. Concurând pentru Peugeot, el a câștigat Campionatul Mondial de Raliuri în anii 2000 și 2002.

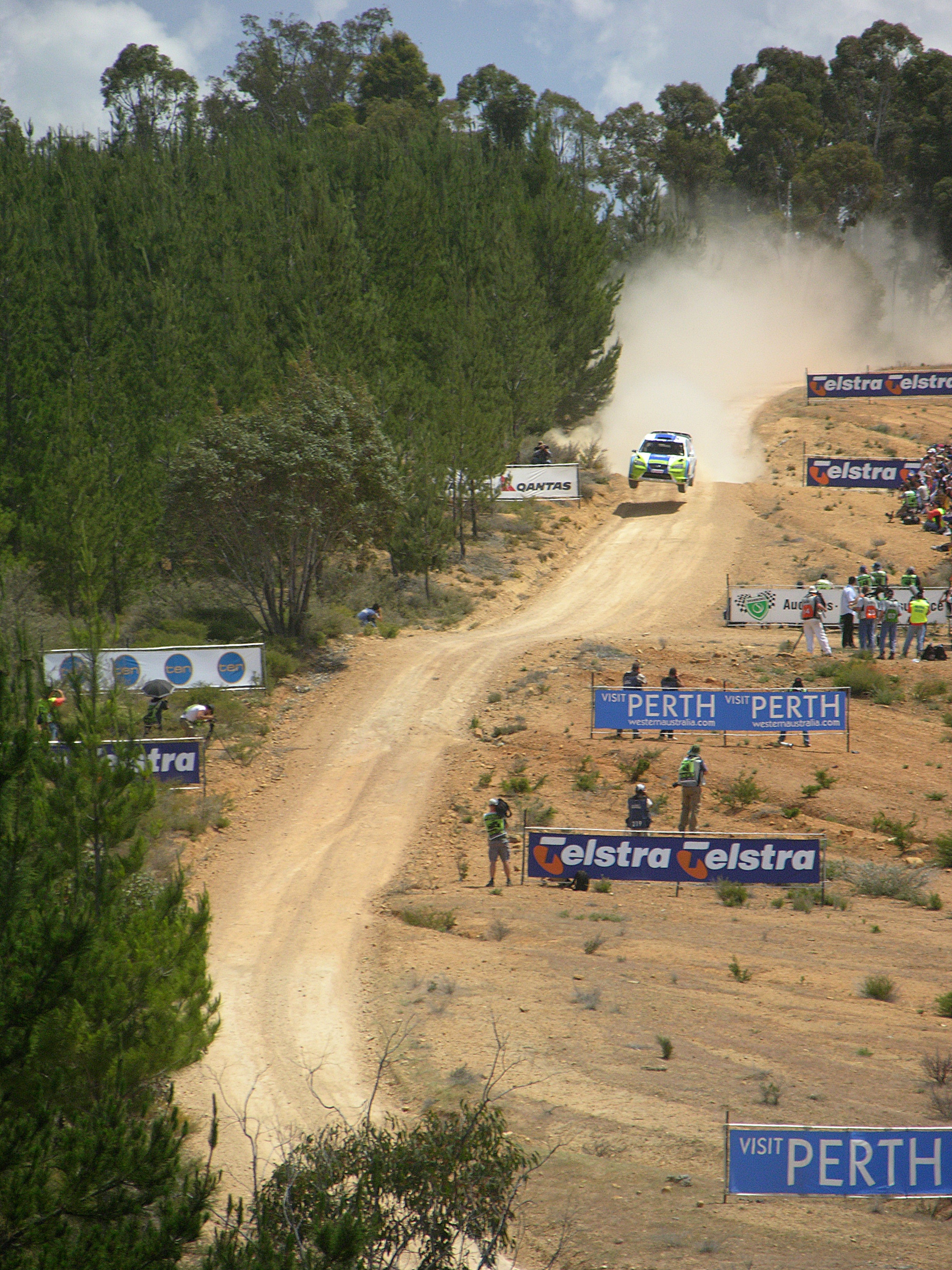
Grönholm la renumitele Bunnings Jumps la Raliul Australiei 2006